# 鲁道夫·冯·拉班
鲁道夫·冯·拉班，又名鲁道夫·拉班（德语；又名Rudolph von Laban）（1879年12月15日—1958年7月1日），是奥匈帝国、德国和英国舞蹈艺术家、编舞家和舞蹈理论家。他被认为是“表现主义舞蹈的奠基人”:99－101和现代舞的先驱。:1他的理论创新包括拉班动作分析（一种记录人体动作的方法）和拉班符号（一种动作符号系统），为舞蹈符号和动作分析的进一步发展铺平了道路。他开启了舞蹈疗法的主要方法之一。他在戏剧动作方面的工作也颇具影响。他还试图将其想法应用到其它一些领域，包括建筑学、教育、制造业和管理学。
在为柏林1936年夏季奥林匹克运动会作准备排练舞蹈之后，拉班成为纳粹党的目标。最终他于1937年在英格兰避难。1945至1946年间，他与长期合作伙伴丽莎·乌尔曼在伦敦创立了拉班动作艺术协会 (Laban Art of Movement Guild)，并在曼彻斯特建立了动作艺术工作室（The Art of Movement Studio），他在那里一直工作到去世。该工作室是伦敦三位一体拉班音乐舞蹈学院的前身。

## 生活和工作

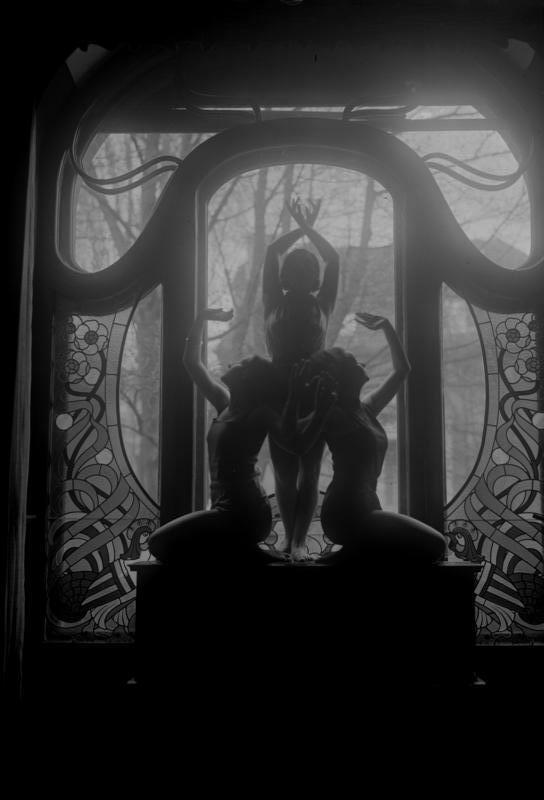
由格鲁讷瓦尔德拉班舞蹈学院（Laban's Choreographic Institute）的舞蹈学生在窗前组成的造型（1929年11月）

拉班的父亲老鲁道夫·拉班（Rudolf Laban Sr.，1843－1907）是普雷斯堡（Pozsony）的军事长官，自1899年起担任波斯尼亚和黑塞哥维那省的奥匈陆军元帅，:17母亲是玛丽·拉班（Marie Laban，娘家姓Bridling布里德灵；1858－1926）。1897年，老拉班被匈牙利君主封为贵族，以表彰其军功，并在其姓氏中添加了贵族称谓“德”（de，称为Laban de Váralja，即瓦劳尔尧的拉班；瓦劳尔尧是与拉班家族相关的地名），因此在德语世界，小拉班在其姓氏前冠以“冯”是完全正宗的。拉班在维也纳和萨拉热窝的宫廷圈子里长大。
很小的时候，拉班就加入了一个查尔达什舞蹈团。15岁时，拉班进入了特蕾西亚军事学院，但后来他拒绝服兵役。1899年，拉班移居慕尼黑，开始在慕尼黑美术学院学习。拉班在那里遇到了来自汉诺威的画家玛尔塔·弗里克（Martha Fricke），并于1900年12月15日同她结婚。他们搬到了阿西斯街（Arcisstr）44号，并于1901年在那里生下了他们的女儿阿兹雷拉（Azraela）。
拉班在艺术学院学习期间，还在新开设的自由与应用艺术教学与实验工作室（Lehr- und Versuchsatelier für Freie und Angewandte Kunst）学习课程。拉班在那里遇到了他未来的朋友，负责自然研究课程的赫尔曼·奥布里斯特。1904年，拉班决定离开慕尼黑，前往欧洲最著名的艺术学校——巴黎的法国美术学院学习建筑学。
拉班的儿子阿帕德（Arpad）于1905年出生在巴黎。在与妻子度过了三年充实的波希米亚生活后，玛尔塔·弗里克突然去世。在其妻子去世后不到两个月，拉班的父亲也去世了，这使得拉班的独立生活失去了实质的经济支持。从此，拉班的两个孩子跟着外公外婆长大。
在随后的几年里，拉班在巴黎和维也纳、圣雷莫和尼斯之间过着颠沛流离的生活。经济破产后，拉班在尼斯完成了会计师的学徒生涯，并顺利毕业。那是拉班仅有的常规工作生活。
拉班带着母亲住在维也纳，以平面艺术家和漫画家的身份谋生。拉班为《单纯性》和《青年》杂志画画，并继续从事他从巴黎就开始的历史舞蹈形式研究。拉班在一次文化活动中认识了来自慕尼黑的歌手玛雅·莱德勒（Maja Lederer），并于1910年5月8日在普雷斯堡同她结了婚。同年，他们搬到了慕尼黑。拉班和他第二任妻子搬到了施瓦宾的霍亨索伦大街120导。
1911年，拉班在慕尼黑特蕾莎大街的一栋后楼租了一个房间，将其作为一个临时的动作工作室。拉班无法以教学为生；他不得不继续从事商业艺术家和漫画家的工作。1912年，劳累过度使得拉班精疲力尽而倒下，在德累斯顿附近的白鹿进行治疗，患者在那里按照生活改革原则来照料。:24－45在该自然疗养院，拉班结识了病友苏珊·佩罗泰，并爱上了她。在接下来的几年里，佩罗泰特、拉班及其妻子之间形成了一种大体和谐的三角关系。

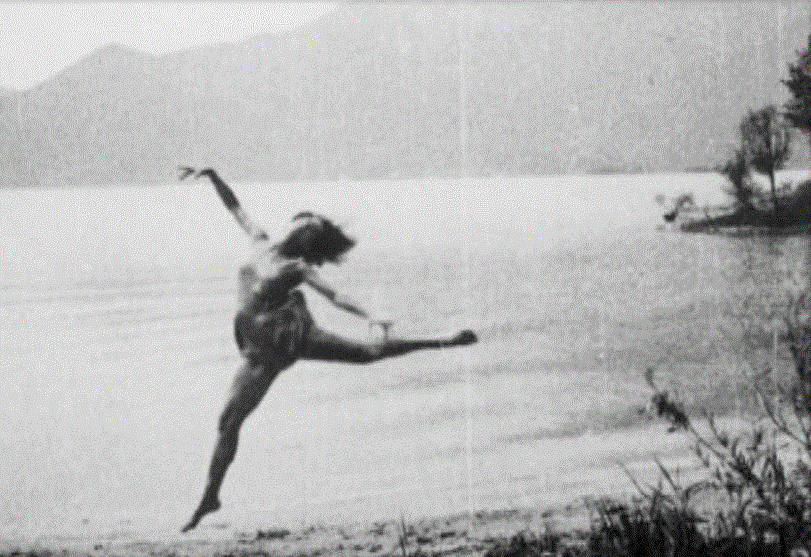
玛丽·威格曼在韦里塔山的马焦雷湖边，当时她正就读于鲁道夫·冯·拉班艺术学校（Rudolf von Laban School for Art，1913－1918年间）。

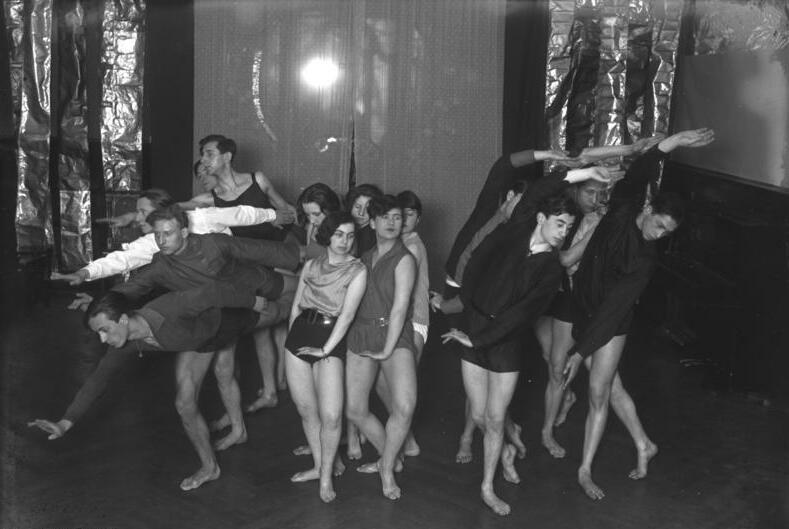
一群年轻人在格鲁讷瓦尔德的拉班舞蹈学院表演韵律舞（1929年）。

佩罗泰特后来成为拉班最重要的合作者（与玛丽·威格曼和卡佳·武尔夫一起），:24－45也是拉班在阿斯科纳和苏黎世的情人及其孩子阿拉尔·佩罗泰特（Allar Perrottet，后改名André Perrottet von Laban安德烈·佩罗泰特·冯·拉班）的母亲。一战期间，拉班在瑞士提契诺州阿斯科纳的自然疗养地韦里塔山创办了一所学校，很快吸引了许多新舞蹈艺术的追随者。从1913到1919年，拉班就是在这里教授了他著名的夏季舞蹈课程。在这里，学生们还努力与大自然和谐相处，他们自己种植粮食、蔬菜，实践素食主义，自己织布并制作他们自己的改革风格服装，他们还在大自然中跳舞，经常裸体尝试充满活力的即兴表演。在这里，拉班经历了其智力和艺术突破，推出了《新人》（neuen Menschen）《富尔人》（Fiur-Menschen）《无政府主义者》（Anarchos）和《狂欢者》（Orgiastos）等表现主义舞剧。
1915年，拉班、他的妻子和他们的两个孩子，以及佩罗泰特和儿子阿拉尔，搬到了苏黎世附近的洪布雷希蒂孔。在那里，这一大家子过着与韦里塔山类似的自给自足的生活，自己种植粮食蔬菜，做大量体力劳动，并自己缝制衣服（例如，佩罗泰特为日常工作和舞蹈开发了舒适的服装，这可以归因于服装改革运动）。与此同时，拉班在苏黎世创办了一所动作艺术学校（Schule für Bewegungskunst）。它包括跨学科的舞蹈艺术、默剧、即兴创作，以及对身体、声音、乐器、文字甚至绘画的实验。后来拉班提到的术语只有：形式、声音、文字。
1917年夏末，在阿斯科纳的韦里塔山召开了大型素食主义者与和平主义者大会，作为其成果，拉班根据奥托·博恩格雷贝尔的文字，创作了包含三个部分的舞剧《向着太阳歌唱》。它以太阳落山开始，随后是夜晚恶魔的舞蹈。这一部分于午夜在高山上诗人先知古斯塔夫·格拉瑟的石窟前上演。面具是由达达主义者马塞尔·扬科制作的。清晨，迎接“胜利”的太阳升起，象征着战胜战争的希望和人类乌托邦式的更高发展。玛丽·威格曼、索菲·托伊伯-阿尔普和苏珊·佩罗泰也参加了这些表演。

### 共济会
拉班自1913年以来一直是共济会的成员，并建立了自己的共济会会所“苏黎世山谷的苏格兰和孟菲斯和米斯莱姆礼拜会的古共济会的约翰尼斯会所”（Johannis lodge of ancient Freemasons of the Scottish-and-Memphis-and-Misraim-Rites in the valley of Zurich），该会所里有六个兄弟、十个姐妹。:67－68在韦里塔山上，拉班遇到了神秘主义者西奥多·罗伊斯，他已经在韦里塔山上呆了一段时间，并建立了一个本地共济会会所。:67－681917年10月24日，罗伊斯向拉班和汉斯·鲁道夫·希尔菲克-邓恩（Hans Rudolf Hilfiker-Dunn，1882－1955）颁发了一份特许状，以在苏黎世经营一家III°东方圣殿骑士团会所，名为“自由与博爱”（Libertas et Fraternitas）。:67－68

### 魏玛共和国

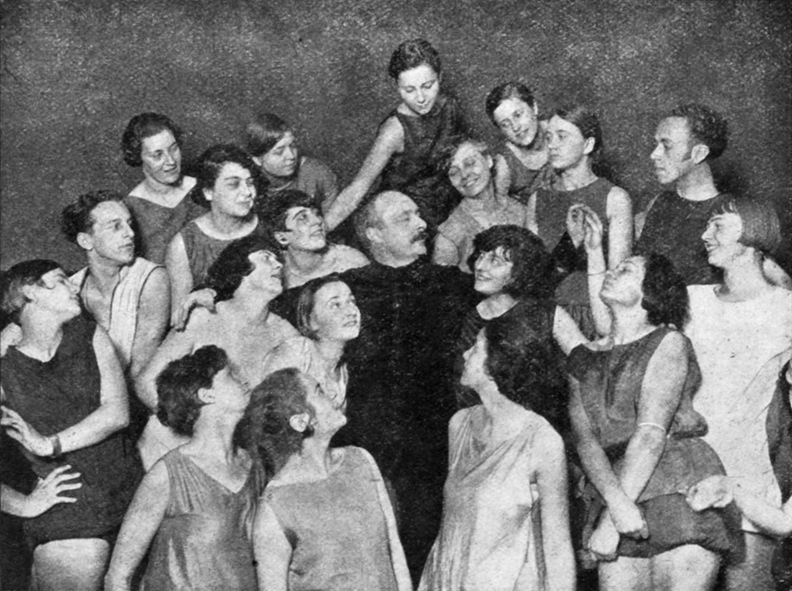
鲁道夫·冯·拉班在其学生中间（1929年左右）。

一战结束后，拉班返回德国。苏黎世拉班学校由佩罗泰特接管并继续运营。拉班在斯图加特短暂停留并与画家马克斯·阿克曼合作，之后拉班于1922年在魏玛共和国的汉堡创立了舞蹈舞台拉班（Tanzbühne Laban）。
1922年秋天，拉班的舞蹈诗在吕贝克的国家剧院（State Theatre）首次公演。老卡尔·盖特曼制作的演出海报被称为《摇摆的神庙》（Der schwingende Tempel），收藏于莱比锡舞蹈档案馆（Dance Archive Leipzig），编号PLK-Laban 29。1923年，第一所拉班学校成立，并拥有自己的动作合唱团。汉堡学校（Hamburg School）的众多毕业生成功地将拉班的方法带到了德国和欧洲的各个城市。在随后的几年里，欧洲各地建立了24所拉班学校。
此外，拉班还在维尔茨堡（1926/27）和柏林（1928/29）建立了“舞蹈学院”。拉班还与杜西亚·贝雷斯卡（Dussia Bereska）一起，执导了《室内舞台》（Kammertanzbühne，1925－1927）。贝雷斯卡来自汉堡拉班学校，他在1925年流行的德国文化默片《力与美之路》中表演了《兰花》（Die Orchidee）；同一部电影中还有玛丽·威格曼及其舞蹈团，以及拉班的舞剧《活着的偶像》（Das lebende Idol）的结尾场景，而拉班本人也出现在其中。
1930－1934年，拉班接管了柏林国立歌剧院芭蕾舞团的指挥棒。拉班整合了心理学家卡尔·荣格的想法，:72以及约瑟夫·普拉提斯在拉班的热身计划中的实践。根据普拉提斯的说法，当他在汉堡为患者治疗时，拉班观察了他。

### 拉班与国家社会主义
1934至1936年，拉班在约瑟夫·戈培尔宣传部的资助下，指导了主要的舞蹈节。在这段时间拉班甚至写道：“我们想把我们的表达方式和我们的力量，奉献给我们人民的伟大任务。我们的元首以坚定不移的清晰度指明了方向。”1936年，拉班成为“德国舞蹈工作坊”（German workshops for dance）的协会主席，每月领取1250ℛℳ的薪水，:244但当年8月，他因十二指肠溃疡卧床两个月，最终导致他请求减少其顾问责任。:254该请求被接受，其工资减少到了500ℛℳ，然后拉班的工作关系一直持续到1937年3月其合同终止。:256
拉班被指控依附于纳粹主义，例如，早在1933年7月，拉班就将所有被标记为非雅利安人的学生，从他作为芭蕾指导而开办的儿童课程中除名。然而，有拉班学者指出，这种行为是当时在纳粹德国生存所必需的，而他既不是德国公民也不是纳粹党员，地位岌岌可危。事实上，纳粹主义者在1933年夺取政权，对拉班的工作产生了直接影响，因为1933年4月25日通过了反对德国学校和大学种族过度拥挤的新法律（《针对德国学校和大学过度拥挤的法律》），这部新法律审查具有“非雅利安”血统种族特征的学生，拉班因此受到了约束。1936年，戈培尔禁止了为柏林1936年夏季奥林匹克运动会编排的《春风与新悦》（Vom Tauwind und der Neuen Freude），因为它没有跟随纳粹的步伐，拉班在纳粹政权下的工作也到了头。

### 英格兰
1937年8月，拉班在健康状况不佳的情况下，设法前往巴黎。:201－203但最终，他被邀请到了英国。1938年2月，他加入了乔斯-利德舞蹈学校（Jooss-Leeder Dance School），这是他以前的两个学生库尔特·乔斯和西格德·利德在德文郡的达廷顿大厅创办的（感谢伦纳德·奈特·埃尔姆赫斯特和妻子多萝西·佩恩·惠特尼的慈善捐助）。当时已经有其他纳粹德国难民在那里教授创新舞蹈。:204
这些年里，拉班的亲密伙伴和长期合作伙伴丽莎·乌尔曼和西尔维亚·博德默（Sylvia Bodmer），对其舞蹈教学给予了大力支持。:XVIII他们在1945年合作创立了拉班动作艺术协会（Laban Art of Movement Guild，现称三位一体拉班音乐舞蹈学院），并于1946年在曼彻斯特成立了动作艺术工作室（The Art of Movement Studio）。:XVIII
1947年，拉班与管理顾问弗雷德里克·劳伦斯（Fredrick Lawrence）一起出版了《努力》（Effort）一书，对在工业工作场所执行任务所消耗的时间和能源进行了福特制研究。:XVIII拉班试图提供方法，来帮助消除“影子动作”（他认为浪费精力和时间），并将精力集中在手头工作所必需的建设性动作上。拉班在1948年出版了《现代教育舞蹈》（Modern Educational Dance），当时许多英国学校都在教授他的舞蹈理念，这些理念是对所有人的，也包括儿童。拉班于1958年在英格兰去世。

### 拉班著名的舞蹈学生与同事
拉班的学生、朋友和同事包括：玛丽·威格曼、苏珊·佩罗泰、卡佳·武尔夫、库尔特·乔斯、丽莎·乌尔曼、阿尔布雷希特·克努斯特（Albrecht Knust）、杜西亚·贝雷斯卡、莉莲·哈梅尔、苏菲·陶柏·阿尔普、希尔达·贺嘉、安娜·马莱蒂奇（Ana Maletić）、格特鲁德·克劳斯、吉萨·吉尔特、沃伦·兰姆、伊丽莎白·斯奈登、蒂丽丝·普莱斯、雅特·马尔姆格伦、西尔维亚·博德默和伊姆加德·巴特尼耶夫。

## 遗存
三位一体拉班音乐舞蹈学院拉班档案馆中的拉班收藏记录了拉班在1920至1950年代的生活和工作。国家舞蹈资源中心的鲁道夫·拉班档案记录了他在英国的教育工作，还包含了他许多原始画作。利兹大学布劳瑟顿图书馆的约翰·霍奇森收藏（John Hodgson Collection）收集了与拉班20世纪初在欧洲的职业生涯相关的原始文件。其它保存有关拉班资料的档案馆包括：莱比锡舞蹈档案馆、达廷顿档案馆（Dartington Archive）和科隆德国舞蹈档案馆。
拉班的学生们继续创办他们自己的现代舞学校，在整个20世纪又对他们的学生产生了影响：
- 鲁道夫·冯·拉班
  - 库尔特·乔斯（表现主义舞蹈）
    - 皮娜·鲍什（坦茨剧院（英语：Tanztheater））

  - 玛丽·威格曼（表现主义舞蹈）
    - 厄休拉·该隐（英语：Ursula Cain）
      - 海克·亨尼格（英语：Heike Hennig）（见《与时间共舞（英语：Dancing with Time）》）

    - 汉雅·霍尔姆（英语：Hanya Holm）
      - 瓦莱丽·贝蒂斯（英语：Valerie Bettis）
      - 阿尔文·尼古拉斯——去中心化
        - 默里·路易斯（英语：Murray Louis）
        - 贝弗利·施密特·布劳瑟姆（英语：Beverly Schmidt Blossom）

## 作品和出版物
- 鲁道夫·冯·拉班.  [动作和谐学说]. 伦敦: 拉班收藏 （德语）.[]西尔维亚·博德默的手抄本 S. B. 48.
- 鲁道夫·冯·拉班.  [舞者的世界]. 斯图加特: Walter Seifert. 1920 （德语）.1926年第3版
- 鲁道夫·冯·拉班.  [编舞：第一本书]. 耶拿: 欧根·迪德里希（英语：Eugen Diederichs）. 1926 （德语）.
- 鲁道夫·冯·拉班.  [体操与舞蹈]. 奥尔登堡: 格哈德·斯托林出版社（德语：Verlag Gerhard Stalling）. 1926 （德语）.
- 鲁道夫·冯·拉班.  [儿童体操与舞蹈]. 奥尔登堡: 格哈德·斯托林出版社. 1926 （德语）.
- 鲁道夫·冯·拉班.  [脚本：方法论、正字法、解释]. 维也纳: 环球出版. 1928 （德语）.
- 鲁道夫·冯·拉班.  [编舞学院拉班]. Liesel Freund  (编).  [舞蹈和舞蹈形体训练课程专著]. 夏洛滕堡: L. Alterthum. 1929 （德语）.
- 鲁道夫·冯·拉班; 弗雷德里克·劳伦斯.  [努力：人类运动经济]. 伦敦: MacDonald and Evans. 1947 （英语）.1967年第4次印刷
- 鲁道夫·冯·拉班.  [现代教育舞蹈]. 伦敦: MacDonald and Evans. 1948 （英语）.1963年第2版由丽莎·乌尔曼修订
- 鲁道夫·冯·拉班.  [主席在拉班动作艺术协会年度大会上的讲话] (1). Laban Art of Movement Guild News Sheet: 5－8. 1948年4月 （英语）.
- 鲁道夫·冯·拉班. . 伦敦: MacDonald and Evans. 1950 （英语）.
- 鲁道夫·冯·拉班.  [是什么促使你研究动作？鲁道夫·拉班的回答] (7). Laban Art of Movement Guild News Sheet: 8－11. 1951年9月 （英语）.
- 鲁道夫·冯·拉班.  [学校的运动艺术] (8). Laban Art of Movement Guild News Sheet: 10－16. 1952年3月 （英语）.
- 鲁道夫·冯·拉班.  [拉班的舞蹈原理和动作符号]. 伦敦: MacDonald and Evans. 1956 （英语）.1975年第2版由罗德里克·兰格（Roderyk Lange）注释和编辑
- 鲁道夫·冯·拉班.  [动作的掌握]. 丽莎·乌尔曼修订和扩充 《舞台动作的掌握》第2版. 伦敦: MacDonald and Evans. 1960 （英语）.1971年第3版同样由MacDonald and Evans出版，1971年美国第1版在波士顿由Plays出版，1980年第4版在普利茅斯由Northcote House出版。
- 鲁道夫·冯·拉班. 丽莎·乌尔曼（兼注释） , 编.  [舞蹈学]. 伦敦: MacDonald and Evans. 1966 （英语）.
- 鲁道夫·冯·拉班. 丽莎·乌尔曼（兼注释） , 编.  [动作语言；编舞指南]. 波士顿: Plays. 1974 （英语）.美国出版的《舞蹈学》
- 鲁道夫·冯·拉班.  [舞蹈生涯；回忆录]. 丽莎·乌尔曼翻译和注释. 伦敦: MacDonald and Evans. 1975 （英语）.德文原版1935年出版
- 鲁道夫·冯·拉班.  [动态空间视觉]. 丽莎·乌尔曼编译. 伦敦: The Falmer Press. 1984 （英语）.